# Jacques Barbeu-Dubourg
Jacques Barbeu-Dubourg, ps. Zoïlomastix, Boniface Diastille, Abraham Mansword, Samuel Jones (ur. 15 lutego 1709 r. w Mayenne, zm. 12 lub 13 lutego 1779 r.) – francuski filozof, dziennikarz, lekarz i prawnik. 

## Życiorys
Urodził się 15 lutego 1709 r. w Mayenne jako jeden z trzech synów i czworga dzieci. Jego ojcem był Claude Barbeu du Bourg, który handlował lnem, zaś matką Françoise Gournay. W 1725 r. ukończył szkołę, gdzie zgłębiał filozofię, języki klasyczne, hebrajski, prawo i matematykę. Ponieważ jego bracia wybrali karierę duchowną, on sam zdecydował się na podjęcie studiów humanistycznych. 
W 1735 r. podjął studia prawnicze. Następnie rozpoczął studia medyczne na paryskim uniwersytecie i uzyskał w 1748 r. stopień doktorski. Pomimo formalnego wykształcenia, w swojej karierze medycznej skupiał się na prowadzeniu badań, a nie na leczeniu pacjentów. Jako lekarz opowiadał się za nowymi metodami leczniczym i postępowaniem z chorymi. Sprzeciwiał się m.in. sztywnemu trzymaniu się planu leczenia ustalonego przy pierwszej diagnozie; zwracał uwagę na różnice między poszczególnymi pacjentami, zalecał także obserwację objawów w trakcie leczenia. Z podobnego założenia wychodził w swojej broszurze z 1765 r., w której sprzeciwił się ustalonemu poglądowi, jakoby ciąża trwała zawsze równe 9 miesięcy. Dubourg argumentował, że istnieją różnice między ciężarnymi, a różne czynniki działające w trakcie ciąży mogą przyśpieszyć lub opóźnić poród. 
Jako lekarz zamieszkał w Paryżu przy rue de l'Eperon (1748 r.), a potem kolejno przy: rue Saint-Dominique, rue Saint-Benoît (1753 r.), rue des Rosiers (1755 r.), rue du Cimetière Saint-André (1758 r.) , rue Copeau, faubourg Saint-Victor (1762 lub 1763 r.), a ostatecznie w Saint-Germain-des-Prés. Wykładał na wydziale medycznym farmację (1752–1753) i chirurgię (1758). W 1762 r. objął kierownictwo wydziału medycznego. Pod koniec życia leczył wyłącznie ubogich oraz swoich przyjaciół, jak Thérèse Levasseur i Denisa Diderota. W latach 1761–1763 redagował popularną medyczną Gazetę d'Epidaur. Należał do towarzystw naukowych w Montpellier i Sztokholmie, a także do Royal Society of Medicine w Londynie, Amerykańskiego Towarzystwa Filozoficznego w Filadelfii i Société Royale de Médecine de Paris.
Od 1761 r. korespondował z Benjaminem Franklinem, a także tłumaczył jego pisma. Inspirując się piorunochronem stworzonym przez Franklina, opatentował parasol wyposażony w odgromnik, z ostrym szpicem i łańcuszkiem sięgającym do ziemi. 31 maja 1776 r. założył przedsiębiorstwo handlowe, które prowadziło handel z amerykańskimi rewolucjonistami. Rok później założył kolejną firmę, dzięki której wyekwipował 1300 żołnierzy amerykańskich. Jako pisarz był zjadliwym pamflecistą, co przysporzyło mu licznych polemik. Od 1753 r. współpracował z twórcami Encyklopedii.
Żonaty z Françoise Blanche Béranger (zm. 1777 r.); para nie miała dzieci. 
Zmarł 12 lub 13 lutego 1779 r. Z powodu udzielania wsparcia finansowego dla amerykańskich rewolucjonistów w chwili śmierci był zadłużony; zobowiązania pokryto m.in. ze sprzedaży jego biblioteki.